# Cena BAFTA za nejlepší ženský herecký výkon ve vedlejší roli

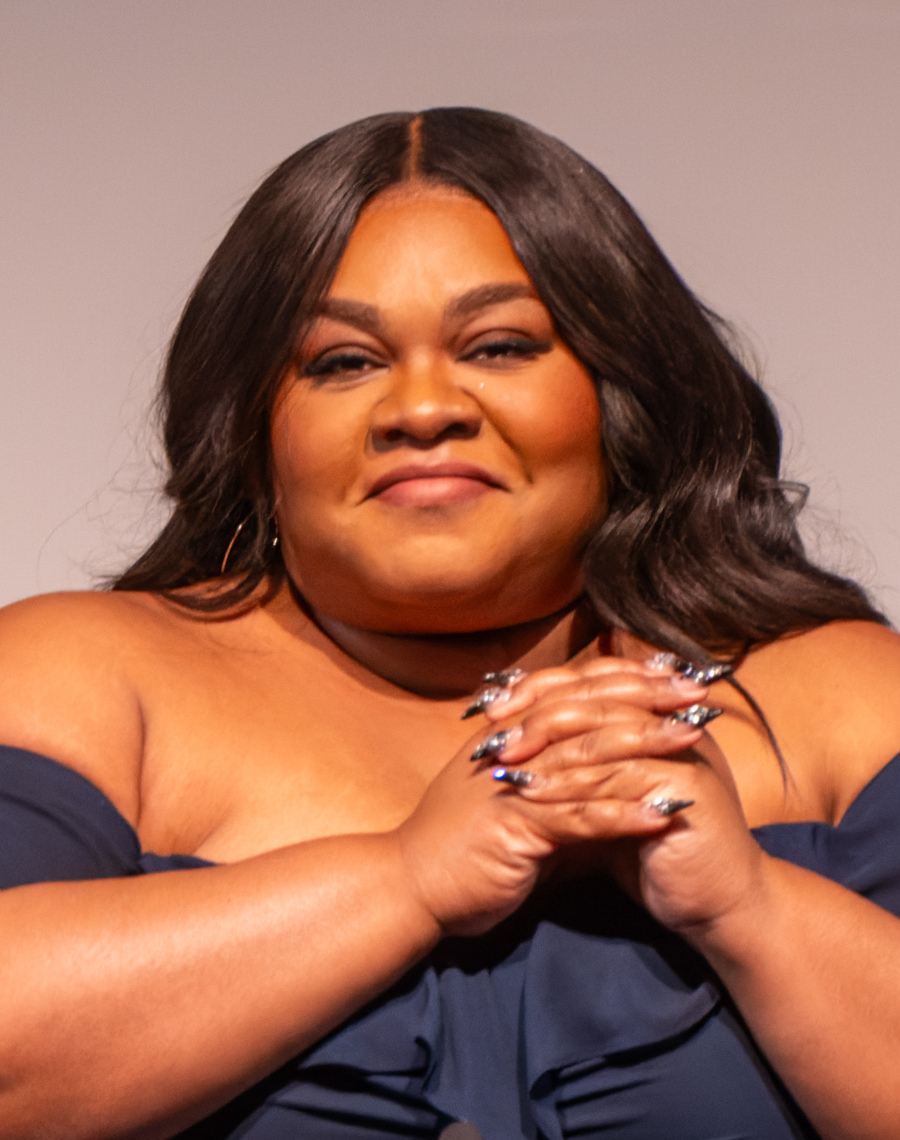
Da'Vine Joy Randolph, držitelka ceny BAFTA, za film Zimní prázdniny (The Holdovers)

Filmová cena Britské akademie za nejlepší ženský herecký výkon ve vedlejší roli je filmová cena za nejlepší mužský herecký počin ve vedlejší roli udělovaná každý rok Britskou akademií filmového a televizního umění.

## Vítězové

### Šedesátá léta
| Rok  | Herečka         | Za výkon ve snímku                  |
| ---- | --------------- | ----------------------------------- |
| 1968 | Billie Whitelaw | Charlie Bubbles / Twister Nerve     |
| 1969 | Celia Johnson   | Nejlepší léta slečny Jean Brodieové |

### Sedmdesátá léta
| Rok  | Herečka           | Za výkon ve snímku      |
| ---- | ----------------- | ----------------------- |
| 1970 | Susannah York     | Koně se také střílejí   |
| 1971 | Margaret Leighton | Posel                   |
| 1972 | Cloris Leachman   | Poslední představení    |
| 1973 | Valentina Cortese | Valentina Cortese       |
| 1974 | Ingrid Bergman    | Vražda v Orient expresu |
| 1975 | Diane Ladd        | Alice už tu nebydlí     |
| 1976 | Jodie Foster      | Taxikář / Bugsy Malone  |
| 1977 | Jenny Agutter     | Equus                   |
| 1978 | Geraldine Page    | Interiéry               |
| 1979 | Rachel Roberts    | Amíci                   |

### Osmdesátá léta
| Rok  | Herečka              | Za výkon ve snímku         |
| ---- | -------------------- | -------------------------- |
| 1980 | cena nebyla udělena  | cena nebyla udělena        |
| 1981 | cena nebyla udělena  | cena nebyla udělena        |
| 1982 | Maureen Stapleton    | Rudí                       |
| 1982 | Rohini Hattangadi    | Gándhí                     |
| 1983 | Jamie Lee Curtis     | Záměna                     |
| 1984 | Liz Smith            | Soukromá slavnost          |
| 1985 | Rosanna Arquette     | Hledám Susan. Zn.: Zoufale |
| 1986 | Judi Dench           | Pokoj s vyhlídkou          |
| 1987 | Susan Wooldridge     | Naděje a sláva             |
| 1988 | Judi Dench           | Hrst plná prachu           |
| 1989 | Michelle Pfeifferová | Nebezpečné známosti        |

### Devadesátá léta
| Rok  | Herečka              | Za výkon ve snímku     |
| ---- | -------------------- | ---------------------- |
| 1990 | Whoopi Goldberg      | Duch                   |
| 1991 | Kate Nelligan        | Frankie a Johnny       |
| 1992 | Miranda Richardson   | Posednost              |
| 1993 | Miriam Margolyes     | Věk nevinnosti         |
| 1994 | Kristin Scott Thomas | Čtyři svatby a pohřeb  |
| 1995 | Kate Winslet         | Rozum a cit            |
| 1996 | Juliette Binoche     | Anglický pacient       |
| 1997 | Sigourney Weaver     | Ledová bouře           |
| 1998 | Judi Dench           | Zamilovaný Shakespeare |
| 1999 | Maggie Smith         | Čaj s Mussolinim       |

### První desetiletí 21. století
| Rok  | Herečka              | Za výkon ve snímku       |
| ---- | -------------------- | ------------------------ |
| 2000 | Julie Waltersová     | Billy Elliot             |
| 2001 | Jennifer Connelly    | Čistá duše               |
| 2002 | Catherine Zeta-Jones | Chicago                  |
| 2003 | Renée Zellweger      | Návrat do Cold Mountain  |
| 2004 | Cate Blanchett       | Letec                    |
| 2005 | Thandie Newton       | Crash                    |
| 2006 | Jennifer Hudson      | Dreamgirls               |
| 2007 | Tilda Swinton        | Michael Clayton          |
| 2008 | Penélope Cruz        | Vicky Cristina Barcelona |
| 2009 | Mo'Nique             | Precious                 |

### Druhé desetiletí 21. století
| Rok  | Herečka                 | Za výkon ve snímku |
| ---- | ----------------------- | ------------------ |
| 2010 | Helena Bonham Carterová | Králova řeč        |
| 2011 | Octavia Spencer         | Černobílý svět     |
| 2012 | Anne Hathawayová        | Bídníci            |
| 2013 | Jennifer Lawrenceová    | Špinavý trik       |
| 2014 | Patricia Arquette       | Chlapectví         |
| 2015 | Kate Winslet            | Steve Jobs         |
| 2016 | Viola Davis             | Ploty              |
| 2017 | Allison Janney          | Já, Tonya          |
| 2018 | Rachel Weisz            | Favoritka          |
| 2019 | Laura Dern              | Manželská historie |

### Třetí desetiletí 21. století
| Rok  | Herečka              | Za výkon ve snímku                            |
| ---- | -------------------- | --------------------------------------------- |
| 2020 | Jun Jo-džong         | Minari (Minari)                               |
| 2021 | Ariana DeBose        | West Side Story (West Side Story)             |
| 2022 | Kerry Condon         | Víly z Inisherinu (The Banshees of Inisherin) |
| 2023 | Da'Vine Joy Randolph | Zimní prázdniny (The Holdovers)               |
| 2024 | Zoe Saldana          | Emilia Pérez (Emilia Pérez)                   |